# Дан Ротс
Дан Ротс (нід. Daan Rots; нар. 25 липня 2001, Грунло) — нідерландський футболіст, вінгер клубу «Твенте».

## Клубна кар'єра
Почав займатися футболом в юнацькій команді «Грол», а 2012 року приєднався до академії «Твенте». У квітні 2020 року підписав контракт з молодіжною командою клубу.
9 січня 2021 року дебютував в основному складі «Твенте» в матчі Ередивізі проти «Еммена», вийшовши на заміну Луці Іличу. 17 лютого 2021 року підписав з клубом свій перший професіональний контракт строком на два роки з опцією продоження ще на один. 16 травня 2021 року в поєдинку проти «АДО Ден Гаг» забив свій перший м'яч у професіональній кар'єрі.
4 серпня 2022 року в матчі кваліфікації Ліги конференцій УЄФА проти сербського клубу «Чукарички» дебютував у єврокубках, відзначившись забитим м'ячем. 12 жовтня 2022 року продовжив контракт з «Твенте» до літа 2025 року.
6 серпня 2024 року в матчі проти австрійського клубу «Ред Булл» (Зальцбург) дебютував у Лізі чемпіонів УЄФА.
6 лютого 2025 року продовжив контракт з «Твенте» до літа 2027 року.

## Особисте життя
Старший брат футболіста Матса Ротса, який виступає за «Гераклес».

## Статистика виступів
Станом на 10 серпня 2025 
| Клуб              | Сезон             | Чемпіонат         | Чемпіонат | Чемпіонат | Кубок | Кубок | Єврокубки | Єврокубки | Інші  | Інші | Всього | Всього |
| Клуб              | Сезон             | Дивізіон          | Матчі     | Голи      | Матчі | Голи  | Матчі     | Голи      | Матчі | Голи | Матчі  | Голи   |
| ----------------- | ----------------- | ----------------- | --------- | --------- | ----- | ----- | --------- | --------- | ----- | ---- | ------ | ------ |
| Твенте            | 2020–21           | Ередивізі         | 11        | 1         | 0     | 0     | 0         | 0         | 0     | 0    | 11     | 1      |
| Твенте            | 2021–22           | Ередивізі         | 27        | 3         | 3     | 0     | 0         | 0         | 0     | 0    | 30     | 3      |
| Твенте            | 2022–23           | Ередивізі         | 22        | 0         | 1     | 2     | 4         | 1         | 2     | 0    | 29     | 3      |
| Твенте            | 2023–24           | Ередивізі         | 33        | 7         | 1     | 0     | 6         | 2         | 0     | 0    | 40     | 9      |
| Твенте            | 2024–25           | Ередивізі         | 32        | 3         | 2     | 0     | 11        | 1         | 2     | 0    | 47     | 5      |
| Твенте            | 2025–26           | Ередивізі         | 1         | 0         | 0     | 0     | 0         | 0         | 0     | 0    | 1      | 0      |
| Всього за кар'єру | Всього за кар'єру | Всього за кар'єру | 126       | 14        | 7     | 2     | 21        | 5         | 4     | 0    | 158    | 21     |

1. 1 2  Матчі в Лізі конференцій УЄФА
2. 1 2  Матчі плей-оф Ередивізі за участь в єврокубках
3. ↑  2 матчі в Лізі чемпіонів УЄФА, 9 матчів і 2 голи у Лізі Європи УЄФА

## Досягнення
- Команда місяця Ередивізі: січень 2025[12]